# Major League Soccer 2011
Major League Soccer 2011 byl 16. ročník soutěže Major League Soccer působící ve Spojených státech amerických a v Kanadě. Základní část i playoff vyhrál tým Los Angeles Galaxy.

## Změny
- Do ligy vstoupily týmy Portland Timbers a Vancouver Whitecaps FC. Oba celky byly zařazeny do Západní konference, tým Houston Dynamo byl proto přesunut do Východní konference, aby obě obsahovaly devět týmů.
- Tým Kansas City Wizards se přejmenoval na Sporting Kansas City.
- Playoff si poprvé zahrálo 10 týmů.

## Formát soutěže
- Sezona proběhla od 15. března do 20. listopadu.
- Osmnáct týmů bylo rozděleno do dvou konferencí po devíti týmech. Každý klub odehrál 34 utkání (17 doma, 17 venku), odehrál dva zápasy s každým týmem (jednou doma, jednou venku).
- Tři nejlepší týmy z každé konference postoupily do playoff. Následně postoupily čtyři týmy s nejvyšším počtem bodů, nezáleže na konferenci, které se utkaly v jednom utkání o postup do semifinále konference. Semifinále konferencí byla hrána na dvě utkání, postupoval tým s vyšším počtem vstřelených gólů. Konferenční finále i finále ligy byla hrána na jedno utkání. V případě nerozhodného výsledku bylo utkání prodlouženo o 2×15 minut, v případě potřeby o penalty. V soutěži se neuplatňovalo pravidlo venkovních gólů.
- Tým s nejvyšším počtem bodů po základní části získal MLS Supporters' Shield a kvalifikoval se do Ligy mistrů. Další místa v LM získal vítěz MLS Cupu, druhý nejlepší tým základní části a vítěz US Open Cupu. V případě, že se tým kvalifikuje ze dvou různých soutěží (např. vyhraje Supporters' Shield a Open Cup), do LM postupuje i nejlépe postavený tým, který se předtím nekvalifikoval (např. třetí tým MLS). Stejná věc se aplikuje v případě obsazení místa pro postup do LM týmem z Kanady (Toronto, Vancouver), který se nemůže kvalifikovat z americké soutěže, musí z domácího Canadian Championship.

## Základní část

### Západní konference
| Poř. | Tým                    | Z  | V  | R  | P  | VG | OG | B  |
| ---- | ---------------------- | -- | -- | -- | -- | -- | -- | -- |
| 1.   | Los Angeles Galaxy     | 34 | 19 | 10 | 5  | 48 | 28 | 67 |
| 2.   | Seattle Sounders FC    | 34 | 18 | 9  | 7  | 56 | 37 | 63 |
| 3.   | Real Salt Lake         | 34 | 15 | 8  | 11 | 44 | 36 | 53 |
| 4.   | FC Dallas              | 34 | 15 | 7  | 12 | 42 | 39 | 52 |
| 5.   | Colorado Rapids        | 34 | 12 | 13 | 9  | 42 | 39 | 49 |
| 6.   | Portland Timbers       | 34 | 11 | 9  | 14 | 40 | 48 | 42 |
| 7.   | San Jose Earthquakes   | 34 | 8  | 14 | 12 | 40 | 45 | 38 |
| 8.   | CD Chivas USA          | 34 | 8  | 12 | 14 | 41 | 43 | 36 |
| 9.   | Vancouver Whitecaps FC | 34 | 6  | 10 | 18 | 35 | 55 | 28 |

|  | Postup do semifinále konference |
|  | Postup do 1. kola playoff       |

### Východní konference
| Poř. | Tým                    | Z  | V  | R  | P  | VG | OG | B  |
| ---- | ---------------------- | -- | -- | -- | -- | -- | -- | -- |
| 1.   | Sporting Kansas City   | 34 | 13 | 12 | 9  | 50 | 40 | 51 |
| 2.   | Houston Dynamo         | 34 | 12 | 13 | 9  | 45 | 41 | 49 |
| 3.   | Philadelphia Union     | 34 | 11 | 15 | 8  | 44 | 36 | 48 |
| 4.   | Columbus Crew          | 34 | 13 | 8  | 13 | 43 | 44 | 47 |
| 5.   | New York Red Bulls     | 34 | 10 | 16 | 8  | 50 | 44 | 46 |
| 6.   | Chicago Fire           | 34 | 9  | 16 | 9  | 46 | 45 | 43 |
| 7.   | D.C. United            | 34 | 9  | 12 | 13 | 49 | 52 | 39 |
| 8.   | Toronto FC             | 34 | 8  | 15 | 13 | 36 | 59 | 33 |
| 9.   | New England Revolution | 34 | 5  | 13 | 16 | 38 | 58 | 28 |

|  | Postup do semifinále konference |
|  | Postup do 1. kola playoff       |

### Celkové pořadí
| Poř. | Tým                     | Z  | V  | R  | P  | VG | OG | B  |
| ---- | ----------------------- | -- | -- | -- | -- | -- | -- | -- |
| 1.   | Los Angeles Galaxy (C)  | 34 | 19 | 10 | 5  | 48 | 28 | 67 |
| 2.   | Seattle Sounders FC (P) | 34 | 18 | 9  | 7  | 56 | 37 | 63 |
| 3.   | Real Salt Lake          | 34 | 15 | 8  | 11 | 44 | 36 | 53 |
| 4.   | FC Dallas               | 34 | 15 | 7  | 12 | 42 | 39 | 52 |
| 5.   | Sporting Kansas City    | 34 | 13 | 12 | 9  | 50 | 40 | 51 |
| 6.   | Houston Dynamo          | 34 | 12 | 13 | 9  | 45 | 41 | 49 |
| 7.   | Colorado Rapids         | 34 | 12 | 13 | 9  | 42 | 39 | 49 |
| 8.   | Philadelphia Union      | 34 | 11 | 15 | 8  | 44 | 36 | 48 |
| 9.   | Columbus Crew           | 34 | 13 | 8  | 13 | 43 | 44 | 47 |
| 10.  | New York Red Bulls      | 34 | 10 | 16 | 8  | 50 | 44 | 46 |
| 11.  | Chicago Fire            | 34 | 9  | 16 | 9  | 46 | 45 | 43 |
| 12.  | Portland Timbers        | 34 | 11 | 9  | 14 | 40 | 48 | 42 |
| 13.  | D.C. United             | 34 | 9  | 12 | 13 | 49 | 52 | 39 |
| 14.  | San Jose Earthquakes    | 34 | 8  | 14 | 12 | 40 | 45 | 38 |
| 15.  | CD Chivas USA           | 34 | 8  | 12 | 14 | 41 | 43 | 36 |
| 16.  | Toronto FC (CC)         | 34 | 8  | 15 | 13 | 36 | 59 | 33 |
| 17.  | New England Revolution  | 34 | 5  | 13 | 16 | 38 | 58 | 28 |
| 18.  | Vancouver Whitecaps FC  | 34 | 6  | 10 | 18 | 35 | 55 | 28 |

Vysvětlivky: (C) – vítěz MLS Supporters' Shield, (P) – vítěz US Open Cup, (CC) – vítěz Canadian Championship
|  | Postup do základní skupiny Ligy mistrů CONCACAF 2012/13                       |
|  | Vítěz poháru – postup do základní skupiny Ligy mistrů CONCACAF 2012/13        |
|  | Vítěz Canadian Championship – postup do předkola Ligy mistrů CONCACAF 2011/12 |

## Playoff
Poznámka: U semifinále konferencí uváděno celkové skóre po dvou zápasech.
|  | 1. kolo | 1. kolo            | 1. kolo              |                    |   | Semifinále konference | Semifinále konference | Semifinále konference |  |    | Finále konference    | Finále konference | Finále konference  |   |  | MLS Cup | MLS Cup | MLS Cup |
|  |         |                    |                      |                    |   |                       |                       |                       |  |    |                      |                   |                    |   |  |         |         |         |
|  |         |                    |                      |                    |   |                       |                       |                       |  |    |                      |                   |                    |   |  |         |         |         |
|  |         | W1                 | Los Angeles Galaxy   | 3                  |   |                       |                       |                       |  |    |                      |                   |                    |   |  |         |         |         |
|  |         |                    |                      | 3                  |   |                       |                       |                       |  |    |                      |                   |                    |   |  |         |         |         |
|  |         |                    | WC                   | New York Red Bulls | 1 |                       |                       |                       |  |    |                      |                   |                    |   |  |         |         |         |
|  | 7       | FC Dallas          | WC                   | New York Red Bulls | 1 | 0                     |                       |                       |  |    |                      |                   |                    |   |  |         |         |         |
|  | 7       | FC Dallas          |                      |                    |   | 0                     |                       |                       |  |    |                      |                   |                    |   |  |         |         |         |
|  | 10      | New York Red Bulls | 2                    |                    |   |                       |                       |                       |  |    |                      |                   |                    |   |  |         |         |         |
|  | 10      | New York Red Bulls | 2                    |                    |   |                       |                       |                       |  | W1 | Los Angeles Galaxy   | 3                 |                    |   |  |         |         |         |
|  |         |                    |                      |                    |   |                       |                       |                       |  | W1 | Los Angeles Galaxy   | 3                 |                    |   |  |         |         |         |
|  |         | W3                 | Real Salt Lake       | 1                  |   |                       |                       |                       |  |    |                      |                   |                    |   |  |         |         |         |
|  |         | W3                 | Real Salt Lake       | 1                  |   |                       |                       |                       |  |    |                      |                   |                    |   |  |         |         |         |
|  |         |                    |                      |                    |   |                       |                       |                       |  |    |                      |                   |                    |   |  |         |         |         |
|  |         |                    |                      |                    |   |                       |                       |                       |  |    |                      |                   |                    |   |  |         |         |         |
|  |         | W2                 | Seattle Sounders FC  | 2                  |   |                       |                       |                       |  |    |                      |                   |                    |   |  |         |         |         |
|  |         |                    |                      | 2                  |   |                       |                       |                       |  |    |                      |                   |                    |   |  |         |         |         |
|  |         |                    | W3                   | Real Salt Lake     | 3 |                       |                       |                       |  |    |                      |                   |                    |   |  |         |         |         |
|  |         |                    | W3                   | Real Salt Lake     | 3 |                       |                       |                       |  |    |                      |                   |                    |   |  |         |         |         |
|  |         |                    |                      |                    |   |                       |                       |                       |  |    |                      |                   |                    |   |  |         |         |         |
|  |         |                    |                      |                    |   |                       |                       |                       |  |    |                      |                   |                    |   |  |         |         |         |
|  |         |                    |                      |                    |   |                       |                       |                       |  |    |                      | W1                | Los Angeles Galaxy | 1 |  |         |         |         |
|  |         |                    |                      |                    |   |                       |                       |                       |  |    |                      |                   |                    |   |  |         |         |         |
|  |         | E2                 | Houston Dynamo       | 0                  |   |                       |                       |                       |  |    |                      |                   |                    |   |  |         |         |         |
|  |         | E2                 | Houston Dynamo       | 0                  |   |                       |                       |                       |  |    |                      |                   |                    |   |  |         |         |         |
|  |         |                    |                      |                    |   |                       |                       |                       |  |    |                      |                   |                    |   |  |         |         |         |
|  |         |                    |                      |                    |   |                       |                       |                       |  |    |                      |                   |                    |   |  |         |         |         |
|  |         | E1                 | Sporting Kansas City | 4                  |   |                       |                       |                       |  |    |                      |                   |                    |   |  |         |         |         |
|  |         |                    |                      | 4                  |   |                       |                       |                       |  |    |                      |                   |                    |   |  |         |         |         |
|  |         |                    | WC                   | Colorado Rapids    | 0 |                       |                       |                       |  |    |                      |                   |                    |   |  |         |         |         |
|  | 8       | Colorado Rapids    | WC                   | Colorado Rapids    | 0 | 1                     |                       |                       |  |    |                      |                   |                    |   |  |         |         |         |
|  | 8       | Colorado Rapids    |                      |                    |   | 1                     |                       |                       |  |    |                      |                   |                    |   |  |         |         |         |
|  | 9       | Columbus Crew      | 0                    |                    |   |                       |                       |                       |  |    |                      |                   |                    |   |  |         |         |         |
|  | 9       | Columbus Crew      | 0                    |                    |   |                       |                       |                       |  | E1 | Sporting Kansas City | 0                 |                    |   |  |         |         |         |
|  |         |                    |                      |                    |   |                       |                       |                       |  | E1 | Sporting Kansas City | 0                 |                    |   |  |         |         |         |
|  |         | E2                 | Houston Dynamo       | 2                  |   |                       |                       |                       |  |    |                      |                   |                    |   |  |         |         |         |
|  |         | E2                 | Houston Dynamo       | 2                  |   |                       |                       |                       |  |    |                      |                   |                    |   |  |         |         |         |
|  |         |                    |                      |                    |   |                       |                       |                       |  |    |                      |                   |                    |   |  |         |         |         |
|  |         |                    |                      |                    |   |                       |                       |                       |  |    |                      |                   |                    |   |  |         |         |         |
|  |         | E2                 | Houston Dynamo       | 3                  |   |                       |                       |                       |  |    |                      |                   |                    |   |  |         |         |         |
|  |         |                    |                      | 3                  |   |                       |                       |                       |  |    |                      |                   |                    |   |  |         |         |         |
|  |         |                    | E3                   | Philadelphia Union | 1 |                       |                       |                       |  |    |                      |                   |                    |   |  |         |         |         |
|  |         |                    | E3                   | Philadelphia Union | 1 |                       |                       |                       |  |    |                      |                   |                    |   |  |         |         |         |
|  |         |                    |                      |                    |   |                       |                       |                       |  |    |                      |                   |                    |   |  |         |         |         |

### Finále
| 20. listopadu 2011 18:00 (UTC-8) |       |                |                                                                                    |
| Los Angeles Galaxy               | 1 : 0 | Houston Dynamo | The Home Depot Center, Carson, Kalifornie diváci: 30 281 rozhodčí: Ricardo Salazar |
| Landon Donovan 72'               |       |                | The Home Depot Center, Carson, Kalifornie diváci: 30 281 rozhodčí: Ricardo Salazar |

| Los Angeles Galaxy | Houston Dynamo |

| Los Angeles Galaxy: |    |                  |       |     |
|                     |    |                  |       |     |
| GK                  | 12 | Josh Saunders    |       |     |
| RB                  | 5  | Sean Franklin    |       |     |
| CB                  | 4  | Omar Gonzalez    |       |     |
| CB                  | 20 | A. J. DeLaGarza  |       |     |
| LB                  | 2  | Todd Dunivant    |       |     |
| CM                  | 19 | Juninho          |       |     |
| CM                  | 23 | David Beckham    | 82'   |     |
| RM                  | 10 | Landon Donovan   | 90+4' |     |
| LM                  | 18 | Mike Magee       |       |     |
| CF                  | 14 | Robbie Keane     |       |     |
| CF                  | 17 | Adam Cristman    | 40'   | 57' |
| Náhradníci:         |    |                  |       |     |
| GK                  | 1  | Donovan Ricketts |       |     |
| DF                  | 3  | Gregg Berhalter  |       |     |
| DF                  | 6  | Frankie Hejduk   |       |     |
| FW                  | 7  | Jovan Kirovski   |       |     |
| MF                  | 8  | Chris Birchall   |       | 57' |
| MF                  | 26 | Michael Stephens |       |     |
| MF                  | 30 | Paolo Cardozo    |       |     |
| Trenér:             |    |                  |       |     |
| Bruce Arena         |    |                  |       |     |

| Houston Dynamo: |    |                  |     |     |
|                 |    |                  |     |     |
| GK              | 1  | Tally Hall       |     |     |
| RB              | 31 | André Hainault   | 74' |     |
| CB              | 32 | Bobby Boswell    | 13' |     |
| CB              | 20 | Geoff Cameron    |     |     |
| LB              | 4  | Jermaine Taylor  |     |     |
| CM              | 17 | Luiz Camargo     |     |     |
| CM              | 16 | Adam Moffat      |     |     |
| RW              | 5  | Danny Cruz       |     | 78' |
| LW              | 26 | Corey Ashe       |     | 84' |
| CF              | 25 | Brian Ching      |     |     |
| CF              | 8  | Calen Carr       |     | 66' |
| Náhradníci:     |    |                  |     |     |
| GK              | 24 | Tyler Deric      |     |     |
| DF              | 2  | Eddie Robinson   |     |     |
| MF              | 7  | Colin Clark      |     | 78' |
| MF              | 10 | Je-Vaughn Watson |     | 84' |
| FW              | 12 | Will Bruin       |     |     |
| DF              | 21 | Hunter Freeman   |     |     |
| FW              | 29 | Carlo Costly     |     | 66' |
| Trenér:         |    |                  |     |     |
| Dominic Kinnear |    |                  |     |     |

#### Vítěz
| Major League Soccer 2011 Los Angeles Galaxy 3. titul B: Perk, Ricketts, Saunders O: Alvarado, Berhalter, DeLaGarza, Dunivant, Franklin, Gonzalez, Hejduk, Kelly, Leonardo, Robinson, Thomas Z: Beckham, Birchall, Cardozo, Jiménez, Juninho, Keat, Kirovski, López, McCarty, Stephens Ú: Barrett, Cristman, Donovan, Jordan, Keane, Magee, McBean Trenér: Bruce Arena |

## Ocenění

### Nejlepší hráči
- Nejlepší hráč:  Dwayne De Rosario (D.C. United)
- MLS Golden Boot:  Dwayne De Rosario (D.C. United)
- Obránce roku:  Omar Gonzalez (Los Angeles Galaxy)
- Brankář roku:  Kasey Keller (Seattle Sounders FC)
- Nováček roku:  C. J. Sapong (Sporting Kansas City)
- Nejlepší nově příchozí hráč roku:  Mauro Rosales (Seattle Sounders FC)
- Trenér roku:  Bruce Arena (Los Angeles Galaxy)
- Comeback roku:  David Beckham (Los Angeles Galaxy)
- Gól roku:  Darlington Nagbe (Portland Timbers)
- Zákrok roku:  Kasey Keller (Seattle Sounders FC)
- Cena Fair Play:  Sébastien Le Toux (Philadelphia Union)
- Humanista roku:  Zak Boggs (New England Revolution)

#### MLS Best XI 2011
| Brankář                            | Obránci                                                                                              | Záložníci | Útočníci                                                                    |
| ---------------------------------- | --- | --- | --------------------------------------------------------------------------- |
| Kasey Keller (Seattle Sounders FC) | Todd Dunivant (Los Angeles Galaxy) Omar Gonzalez (Los Angeles Galaxy) Jámison Olave (Real Salt Lake) | David Beckham (Los Angeles Galaxy) Brad Davis (Houston Dynamo) Dwayne De Rosario (D.C. United Landon Donovan (Los Angeles Galaxy) Brek Shea (FC Dallas) | Thierry Henry (New York Red Bulls) Chris Wondolowski (San Jose Earthquakes) |